# Katedra św. Patryka w Bunbury
Katedra św. Patryka w Bunbury (ang. St Patrick’s Cathedral) – rzymskokatolicka świątynia w Bunbury w Australii Zachodniej, główny kościół diecezji Bunbury. Obecna katedra została oddana do użytku w 2011 roku i zastąpiła wcześniejszy budynek, który został zniszczony przez tornado w 2005 roku.

## Historia
W 1919 roku położono kamień węgielny pod budowę pierwotnego kościoła św. Patryka, którego budowa zakończyła się w 1921 roku. Świątynia została uroczyście poświęcona 27 listopada 1921 roku przez arcybiskupa Patricka Clune’a. Znaczący wkład w budowę miała lokalna społeczność, m.in. poprzez dostarczanie materiałów budowlanych i własną pracę fizyczną.
W 1954 roku papież Pius XII podniósł kościół św. Patryka do rangi katedry, ustanawiając diecezję Bunbury.
16 maja 2005 roku tornado poważnie uszkodziło budynek, co doprowadziło do jego rozbiórki. Odbudowa trwała pięć lat. Nowa katedra została uroczyście otwarta 17 marca 2011 roku przez biskupa Gerarda Holohana.

## Architektura i wnętrze
Autorem projektu nowej katedry jest australijski architekt Marcus Collins, laureat wielu nagród, znany m.in. z projektów dla Uniwersytetu Notre Dame w Fremantle i Sydney. Nowy projekt uwzględnia tradycyjne formy katolickiej architektury sakralnej, jednocześnie łącząc je z nowoczesnymi rozwiązaniami technologicznymi i materiałowymi.
W katedrze znajdują się m.in.:
- Cloister – krużganek z ocalałymi witrażami ze starej katedry,
- Narthex – przedsionek z miedzianymi drzwiami zaprojektowanymi na jubileusz diecezji,
- Nawa – główna część kościoła, z ławkami wykonanymi przez lokalnego rzemieślnika,
- Sanctuarium – przestrzeń ołtarzowa z relikwiami świętych, w tym św. Irenausza, św. Tomasza à Kempis, św. Moniki i św. Maryi MacKillop – pierwsze miejsce na świecie z relikwiami tej australijskiej świętej[1],
- Kaplica Najświętszego Sakramentu i Kaplica Matki Bożej – z ikonami i dziełami lokalnych artystów,
- Wieża dzwonnicza – zawiera dzwon z 1885 roku oraz osiem nowych dzwonów odlewanych w Holandii[1].

Wnętrze zdobią też: gobelin Zmartwychwstania zaprojektowany przez Roberta Junipera, organy Rodgers Trillium 927, stacje Drogi Krzyżowej oraz okna wykonane techniką digiglass, z motywami biblijnymi osadzonymi w australijskim krajobrazie.

## Znaczenie społeczne
Od początku istnienia katedra odgrywała ważną rolę duchową i społeczną w życiu Bunbury i południowo-zachodniej Australii. Była miejscem wsparcia humanitarnego i centrum katolickiego życia religijnego w regionie.